# Mononykus
 Mononykus  ist eine relativ kleine, vogelähnliche Gattung theropoder Dinosaurier aus der Familie der Alvarezsauridae. Die einzige dieser Gattung zugeschriebene Art ist Mononykus olecranus. Sie lebte zur Zeit der Oberkreide im Gebiet der heutigen Mongolei.

## Beschreibung
Das 90 cm lange Tier lief biped (zweibeinig) auf langen Hinterbeinen. Ähnlich wie seine Verwandten hatte er sehr kurze, stummelartige Vorderextremitäten. An diesen saßen je eine einzige Klaue, die etwa fünf cm lang war (gr.: Mononykus = „einzelne Klaue“). Die anderen Krallen waren zurückgebildet. Der Zweck dieser hochgradig spezialisierten Arme ist umstritten, in einer Studie wird eine ähnliche Lebensweise wie bei den Ameisenbären vermutet, die Klaue habe somit zum Aufbrechen von Insektennestern, wie z. B. Termitenhügel, gedient. Die verschmolzenen Handwurzelknochen (Carpalia) und der Bau des Brustbeins (Sternum) erinnern an die Anatomie der Vögel. Der Mittelfuß war als Arctometatarsus ausgebildet, das heißt unter anderem, dass sich der mittlere der drei großen Mittelfußknochen (Metatarsale III) stark in Richtung der Fußwurzel verjüngt.
Mononykus gehörte möglicherweise zu den gefiederten Dinosauriern.

## Funde
Der Gattung Mononykus zugeschriebene Funde stammen aus der Dshadochta-Formation und der Nemegt-Formation der Mongolei sowie aus der Iren-Dabasu-Formation Chinas.
Das Holotyp-Material (GI N107/6; Geologisches Institut der Mongolischen Akademie der Wissenschaften) umfasst ein unvollständiges Skelett, das aus Hirnschädel, Oberkieferteilen, Vorder- und Hintergliedmaßen einigen wenigen Rippenbruchstücken und aus Wirbeln besteht. Es wurde 1987 von einem „Dinosaurierjäger“ des Mongolischen Naturhistorischen Museums während der Sowjetisch-Mongolischen Paläontologischen Expedition gefunden. Bei seiner Entdeckung befanden sich die Knochen im anatomischen Zusammenhang. Typlokalität ist Bugin-Tsav, eine 13 Quadratkilometer große Lokalität im Nemegt-Becken (Gobi, südliche Mongolei), die heute für spektakuläre Funde berühmt ist. Der entsprechende Fundhorizont befindet sich in der Nemegt-Formation. Im näheren Umkreis wurden Schildkröten sowie die Überreste des Tyrannosauriden Tarbosaurus bataar entdeckt.

## Verwandtschaftsbeziehungen

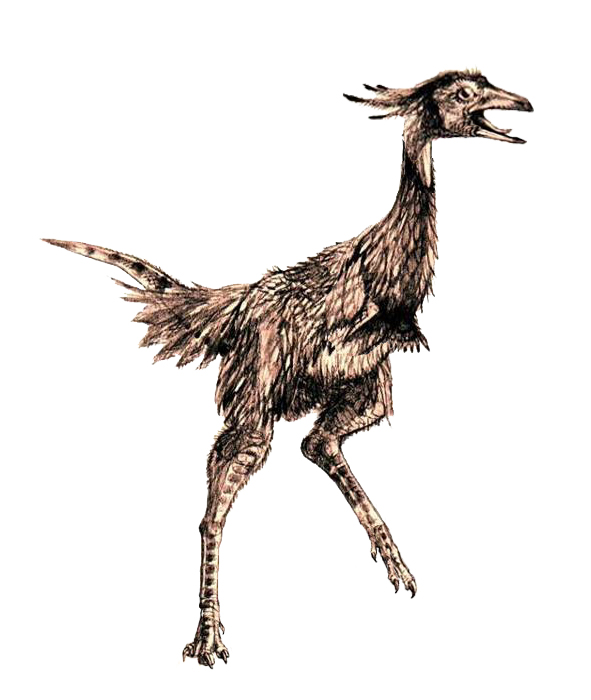
Zeichnerische Lebendrekonstruktion von Mononykus; die dargestellte Befiederung beruht auf Vermutung.

Das Holotyp-Material wurde 1993 von Altangerel Perle, Luis M. Chiappe, Rinchen Barsbold, James Matthew Clark und Mark Norell, beschrieben als ein Vertreter einer neuen basalen Vogelgattung, kurz in der Fachzeitschrift Nature erwähnt. Eine umfangreiche Beschreibung folgte ein Jahr später (siehe Literatur, unten). Sie betrachten Mononykus als ein Schwestertaxon zu allen anderen Vögeln, mit Ausnahme des Archaeopteryx. Demnach wäre Mononykus ein Seitenzweig der Vögel, der zwar den Archaeopteryx als Vorfahre hatte, sich bald aber zurück zur Flugunfähigkeit entwickelte.
Der Vogelstatus dieser Gattung ist jedoch umstritten und wurde von verschiedenen anderen Forschern stark in Zweifel gezogen. Es kam zwischen den beiden Meinungen zu hitzigen Debatten. Kritikpunkte sind besonders die ungewöhnlichen Vordergliedmaßen. Wellnhofer (1994) meinte dazu:
„(...) it would be very difficult to imagine how a primitive bird wing, such as that of Archaeopteryx, could have evolved into a forelimb like that of Mononykus.“
(auf Deutsch etwa: „Es wäre sehr schwierig sich vorzustellen, wie so ein primitiver Flügel, wie der von Archaeopteryx, sich zu einem Vorderglied wie das von Mononykus entwickeln konnte.“).
Die Verfechter der Meinung, Mononykus sei ein Vogel, verteidigten jedoch ihre Meinung (Chiappe, Norell & Clark, 1997; Padian & Chiappe, 1998).
Nachdem 1996 der südamerikanische Patagonykus beschrieben wurde, erkannte man Gemeinsamkeiten zwischen diesem, Mononykus und dem urtümlicheren Alvarezsaurus. Alvarezsaurus war bereits, als einziger Vertreter, in der Familie der Alvarezsauridae innerhalb der Ceratosauria eingeordnet.
Alle drei Arten wurden nun als Alvarezsauridae innerhalb der Coelurosauria eingeordnet. Kurz darauf kam Parvicursor zur Familie hinzu, Shuvuuia folgte 1998.
Die Mehrheit der Forscher geht heute davon aus, dass es sich um vogelähnliche Coelurosaurier handelt, aber nicht um Vögel.